# Gare de La Panne
La gare de La Panne (en néerlandais : station De Panne), anciennement Adinkerke ou Adinkerke-Panne, est une gare ferroviaire belge de la ligne 73, de Deinze à La Panne (frontière), située à Adinkerque sur le territoire de la commune de La Panne, dans la province de Flandre-Occidentale en Région flamande.
Elle est mise en service en 1870 par la Compagnie du chemin de fer de Furnes à Dunkerque. Le bâtiment voyageurs actuel, dû à l'architecte Joseph Viérin (1872-1949), est ouvert en 1913. 
C'est une gare de la Société nationale des chemins de fer belges (SNCB) desservie par des trains InterCity (IC), Touristiques (T) et Heure de pointe (P). Elle permet des correspondances « quai à quai » avec le tramway de la côte belge et les bus français des transports en commun de Dunkerque.

## Situation ferroviaire

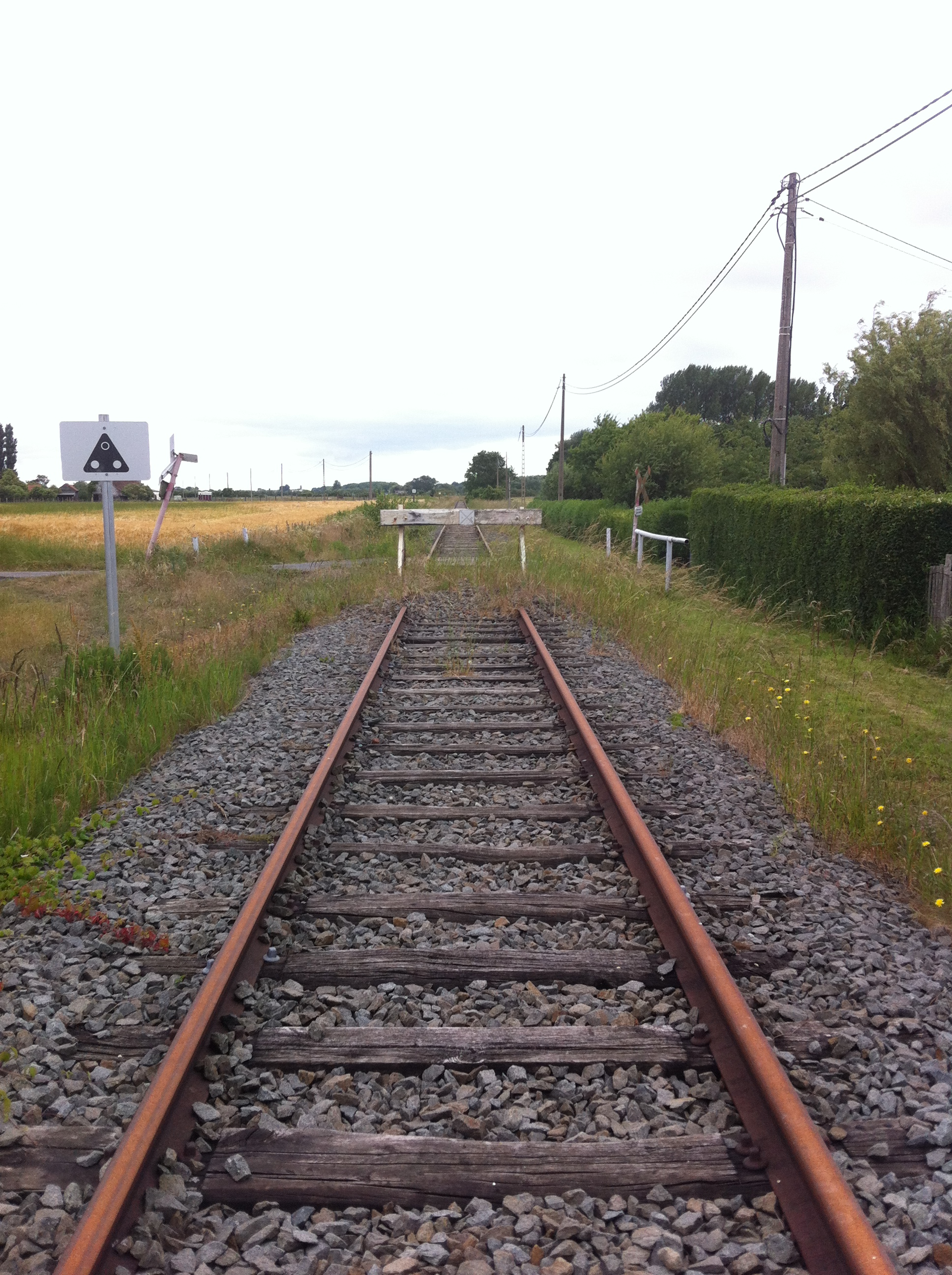
Fin de la ligne, PK 87,4

Établie à 3 mètres d'altitude, la gare de La Panne est située au point kilométrique (PK) 71,047 de la ligne 73, de Deinze à La Panne (frontière), entre la gare de Coxyde et la frontière française, s'intercale la gare marchandises de La Panne. 
Gare frontière, elle rejoignait à la frontière française la ligne de Dunkerque-Locale à Bray-Dunes, néanmoins il n'y a plus de trafic ferroviaire transfrontalier et la voie est barrée par un heurtoir au point kilométrique 87,4, immédiatement avant un ancien passage à niveau. Ancienne gare de bifurcation, elle était l'origine de la ligne 76 d'Adinkerque à Poperinghe (hors-service). En gare, il y a trois voies et deux quais dont un central.

## Histoire
La gare, alors dénommée Adinkerque est mise en service le 5 février 1870 par la Compagnie du chemin de fer de Furnes à Dunkerque lorsqu'elle ouvre à l'exploitation la section de Furnes à Adinkerque, actuelle section de la ligne 73, de Deinze à La Panne (frontière), et la ligne française de Dunkerque à Bray-Dunes (frontière). Composante de la Société générale d'exploitation de chemins de fer, qui en assure le trafic des trains, la compagnie a plus tard été reprise par l’Administration des chemins de fer de l’État belge.
Elle devient une gare de bifurcation pendant la Première Guerre mondiale lorsqu'en 1915 l'armée belge construit une ligne à voie unique d'Adinkerque à Poperinghe. Reprise par l’Administration des chemins de fer de l’État belge, elle est ouverte à l'exploitation civile le 30 septembre 1920. Le trafic voyageurs y est fermé en 1934 et l'armée d'occupation allemande donne, en 1942, l'ordre d'arrêter le trafic marchandises et de démonter sa voie ferrée.
La ligne 73, encore exploitée en traction diesel, est finalement électrifiée en 1996 et accueille des trains directs venant de Bruxelles puis Anvers.

### Nom de la gare
Du fait notamment de sa situation en Région flamande et de gare frontière avec la France, mais aussi de la proximité de la station balnéaire de La Panne, puis de l'intégration de l'ancienne commune d'Adinkerque où elle se situe comme section de la commune de La Panne, son nom va être modifié au fil du temps : dénommée Adinkerke à sa création en 1870 ; elle est renommée Adinkerke-La Panne le 31 mai 1898 ; elle est renommée Adinkerke-Panne le 6 avril 1910, pour que le nom soit identique « quelle que soit la langue employée » car en flamand elle était Adinkerke-De Panne et en français Adinkerke-La Panne ; Le 16 avril 1939 elle est renommée Adinkerke-De Panne, avant la fermeture de la frontière le 15 mars 1940 ; La commune d'Adinkerque est fusionnée avec celle de La Panne en 1977, après avoir été La Panne-Adinkerke la gare est renommée officiellement La Panne (De Panne en néerlandais) le 23 mai 1982.

## Service des voyageurs

### Accueil
Gare SNCB, elle dispose d'un bâtiment voyageurs, avec guichet, ouvert tous les jours. Des aménagements, équipements et services sont à la disposition des personnes à la mobilité réduite. Elle est équipée d'une consigne automatique à bagages. Un souterrain permet la traversée des voies et le passage d'un quai à l'autre.

Installations de la gare
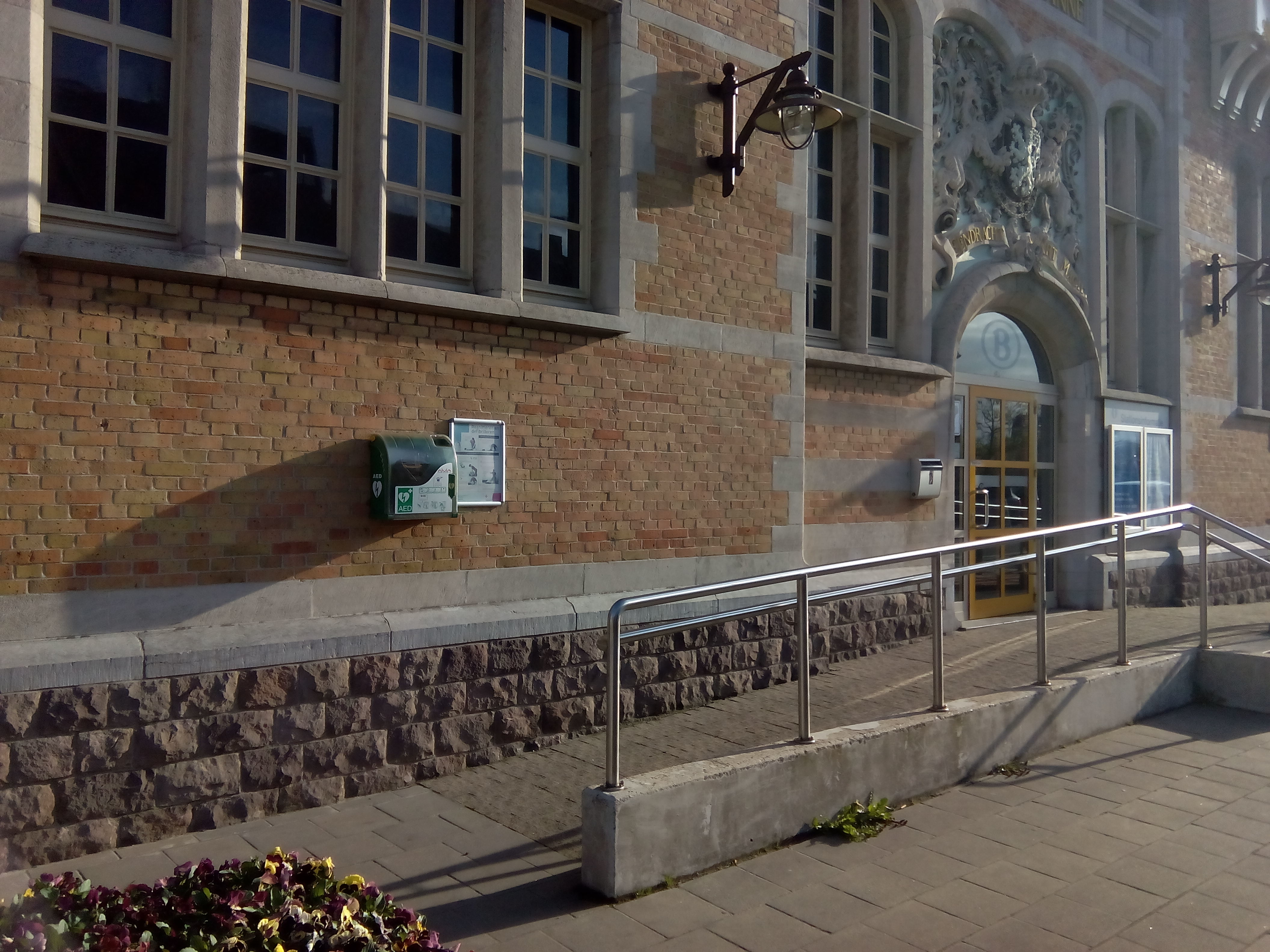
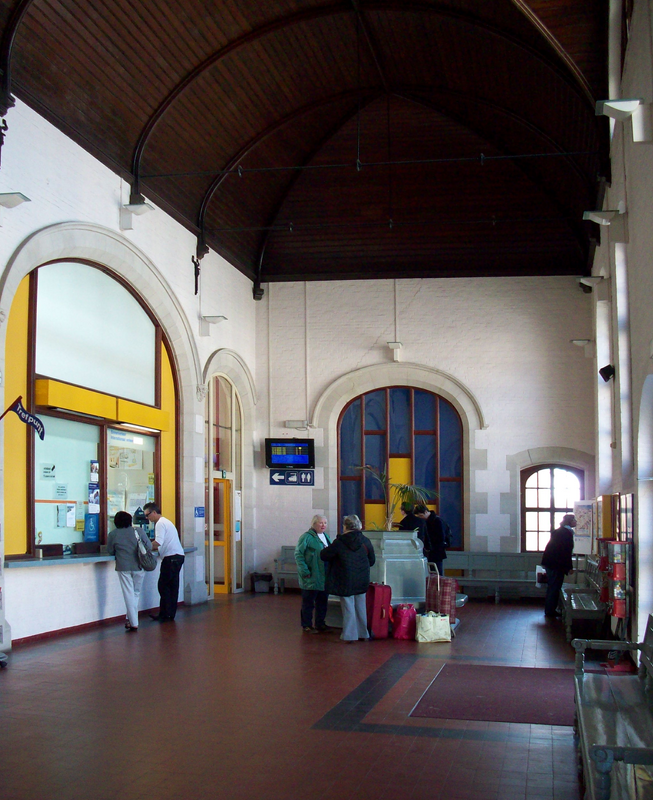
Hall et guichets.
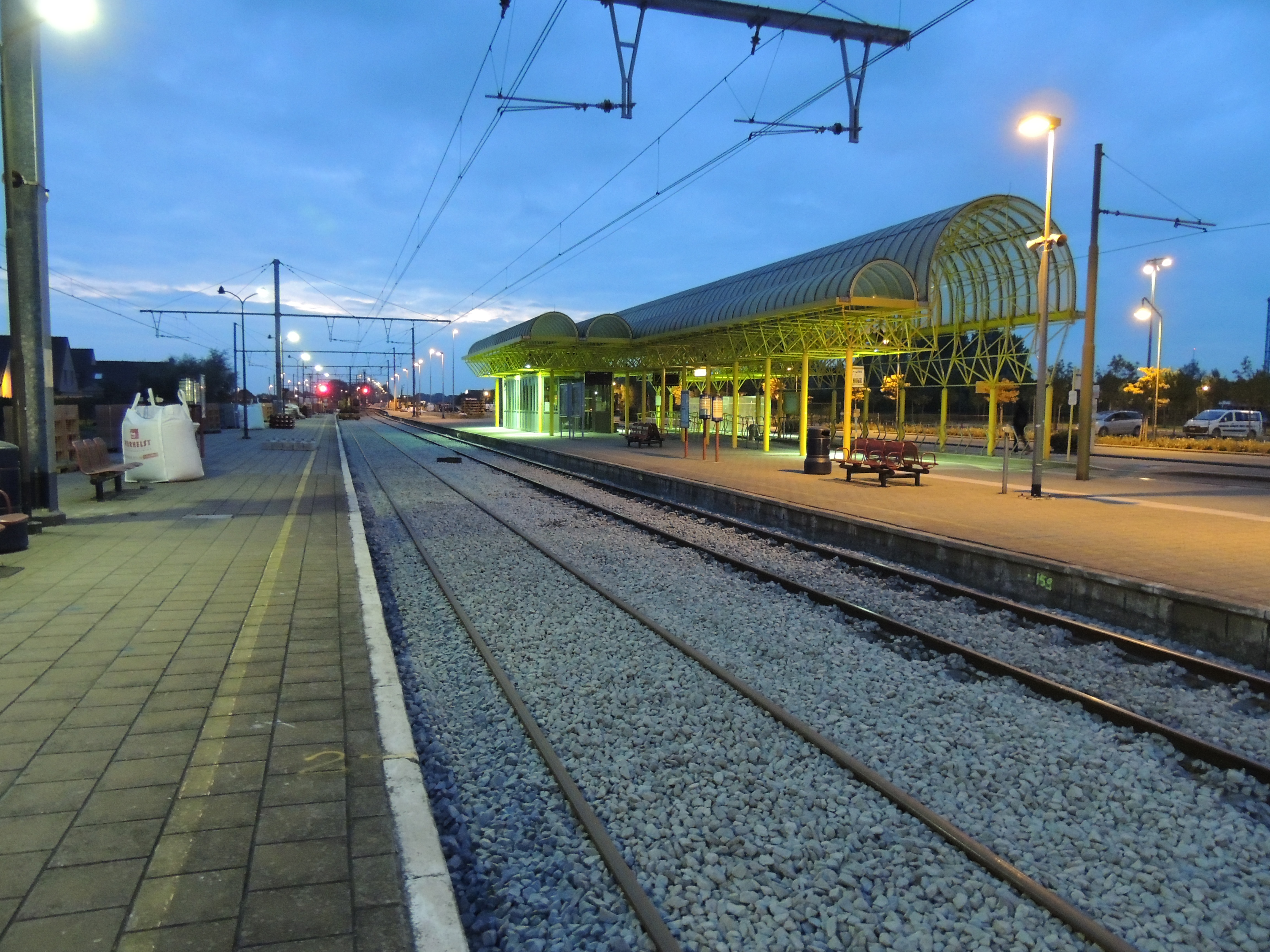
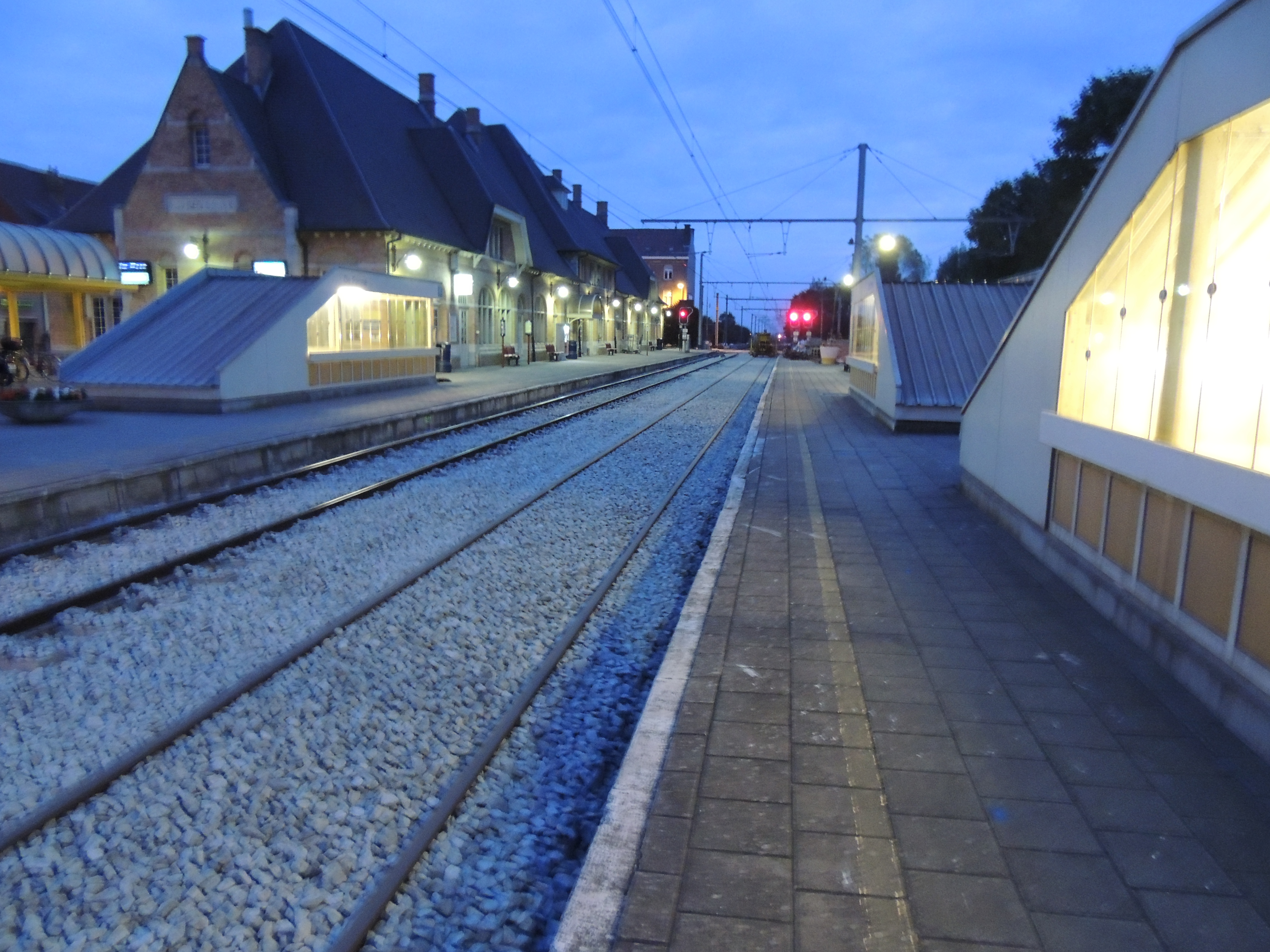

### Desserte
La Panne est une gare terminus desservie par des trains InterCity (IC), Heure de pointe (P) et Touristiques (T) de la SNCB, qui effectuent des missions sur la ligne 73 : La Panne - Gand Saint-Pierre (voir brochure SNCB).

#### Semaine
En semaine, la desserte comprend : des trains IC-28 entre La Panne et Anvers-Central via Deinze et Saint-Nicolas (limités à Gand-Saint-Pierre tôt le matin et tard le soir) ; deux trains P vers Schaerbeek (le matin) ; un train P vers Gand-Saint-Pierre (le matin) ; un train P en provenance de Gand-Saint-Pierre (l’après-midi) ; et deux trains P en provenance de Schaerbeek (en soirée).

#### Week-ends, fériés et vacances d'été
Les week-ends et jours fériés, la desserte est composée de trains IC-29 entre La Panne et Landen via Alost, Bruxelles et Louvain. Un unique train P, plus direct que les IC, circule les dimanches soir à destination de Louvain, sauf pendant les congés estudiantins. Durant les congés, la paire de trains P entre La Panne et Gand-Saint-Pierre ne circule pas. En revanche, la SNCB met à disposition des voyageurs deux trains touristiques (T) de Bruxelles-Nord à La Panne le matin, retour le soir (en semaine comme les week-ends).

### Intermodalité
Un parc pour les vélos et un parking pour les véhicules sont aménagés à ses abords. La gare est desservie par le tramway et des bus belges, mais également des bus français (ligne 20 du réseau DK'Bus en provenance de Leffrinckoucke). L'arrêt du tramway de la côte belge et des bus, situé à côté du quai, permet des correspondances rapides.

## Comptage voyageurs
Ce graphique et tableau montre le nombre de voyageurs embarquant en moyenne durant la semaine, le samedi et le dimanche.
| Nombre de passagers qui embarquent à la gare de La Panne | Nombre de passagers qui embarquent à la gare de La Panne | Nombre de passagers qui embarquent à la gare de La Panne | Nombre de passagers qui embarquent à la gare de La Panne |
|                                                          | Semaine                                                  | Samedi                                                   | Dimanche                                                 |
| -------------------------------------------------------- | -------------------------------------------------------- | -------------------------------------------------------- | -------------------------------------------------------- |
| 1977                                                     | 175                                                      | 103                                                      | 303                                                      |
| 1978                                                     | 176                                                      | 116                                                      | 251                                                      |
| 1979                                                     | 183                                                      | 98                                                       | 287                                                      |
| 1980                                                     | 219                                                      | 145                                                      | 248                                                      |
| 1981                                                     | 198                                                      | 98                                                       | 182                                                      |
| 1982                                                     | 233                                                      | 189                                                      | 283                                                      |
| 1983                                                     | 232                                                      | 98                                                       | 253                                                      |
| 1984                                                     | 227                                                      | 131                                                      | 211                                                      |
| 1985                                                     | 290                                                      | 154                                                      | 321                                                      |
| 1986                                                     | 367                                                      | 139                                                      | 266                                                      |
| 1987                                                     | 240                                                      | 128                                                      | 277                                                      |
| 1988                                                     | 278                                                      | 120                                                      | 277                                                      |
| 1989                                                     | 264                                                      | 131                                                      | 287                                                      |
| 1990                                                     | 269                                                      | 159                                                      | 273                                                      |
| 1991                                                     | 258                                                      | 160                                                      | 405                                                      |
| 1992                                                     | 400                                                      | 137                                                      | 351                                                      |
| 1993                                                     | 249                                                      | 126                                                      | -                                                        |
| 1994                                                     | 243                                                      | 128                                                      | 168                                                      |
| 1995                                                     | 265                                                      | 192                                                      | 414                                                      |
| 1996                                                     | 316                                                      | 210                                                      | 410                                                      |
| 1997                                                     | 325                                                      | 264                                                      | 380                                                      |
| 1998                                                     | 357                                                      | 268                                                      | 489                                                      |
| 1999                                                     | 319                                                      | 194                                                      | 245                                                      |
| 2000                                                     | 332                                                      | 390                                                      | 755                                                      |
| 2001                                                     | 335                                                      | 365                                                      | 772                                                      |
| 2002                                                     | 352                                                      | 1 216                                                    | 1 073                                                    |
| 2003                                                     | 443                                                      | 585                                                      | 626                                                      |
| 2004                                                     | 471                                                      | 464                                                      | 629                                                      |
| 2005                                                     | 537                                                      | 689                                                      | 1 022                                                    |
| 2006                                                     | 502                                                      | 552                                                      | 794                                                      |
| 2007                                                     | 513                                                      | 644                                                      | 1 012                                                    |
| 2008                                                     | -                                                        | -                                                        | -                                                        |
| 2009                                                     | 509                                                      | 537                                                      | 694                                                      |
| 2010                                                     | -                                                        | -                                                        | -                                                        |
| 2011                                                     | -                                                        | -                                                        | -                                                        |
| 2012                                                     | 366                                                      | 862                                                      | 650                                                      |
| 2013                                                     | 223                                                      | 453                                                      | 654                                                      |
| 2014                                                     | 589                                                      | 590                                                      | 931                                                      |
| 2015                                                     | 577                                                      | 594                                                      | 906                                                      |
| 2016                                                     | 544                                                      | 506                                                      | 695                                                      |
| 2017                                                     | 721                                                      | 790                                                      | 1 118                                                    |
| 2018                                                     | 763                                                      | 637                                                      | 927                                                      |
| 2019                                                     | 876                                                      | 601                                                      | 731                                                      |
| 2020                                                     | 563                                                      | 420                                                      | 561                                                      |
| 2021                                                     | -                                                        | -                                                        | -                                                        |
| 2022                                                     | 593                                                      | 715                                                      | 967                                                      |
| 2023                                                     | 568                                                      | 674                                                      | 887                                                      |
| 2024                                                     | 624                                                      | 779                                                      | 706                                                      |

Installations de la gare
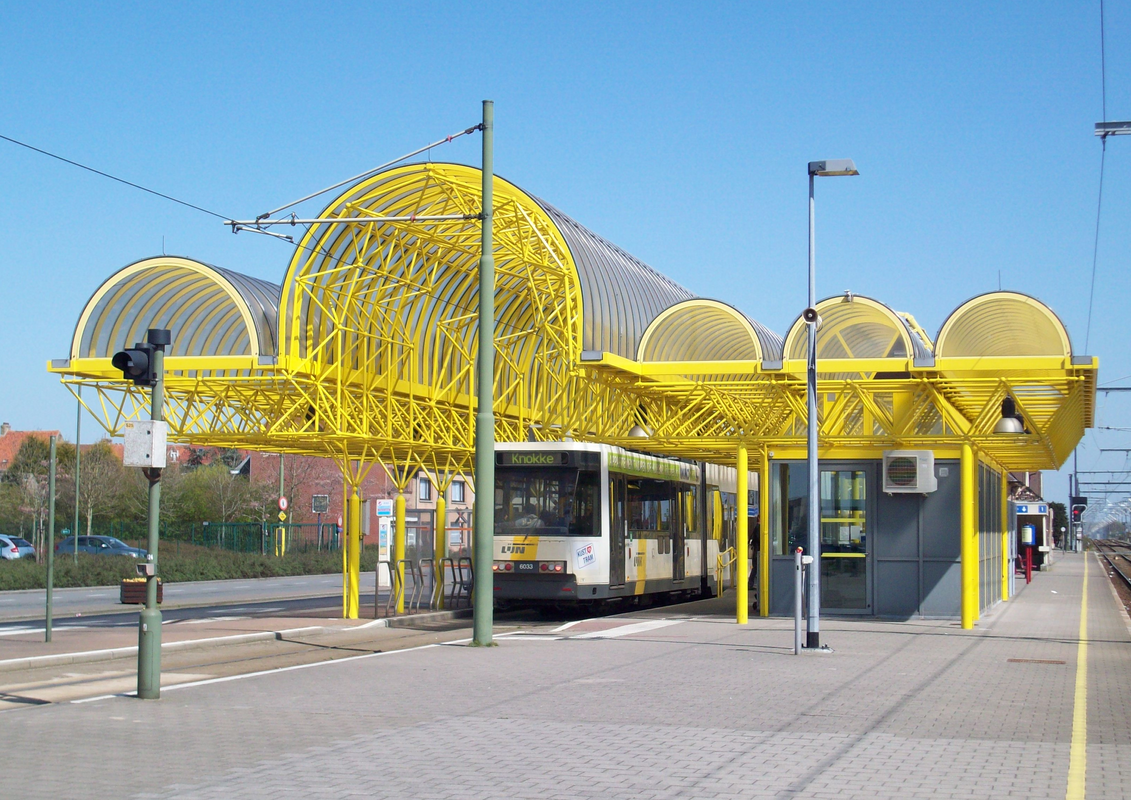
Arrêt tramway et bus.
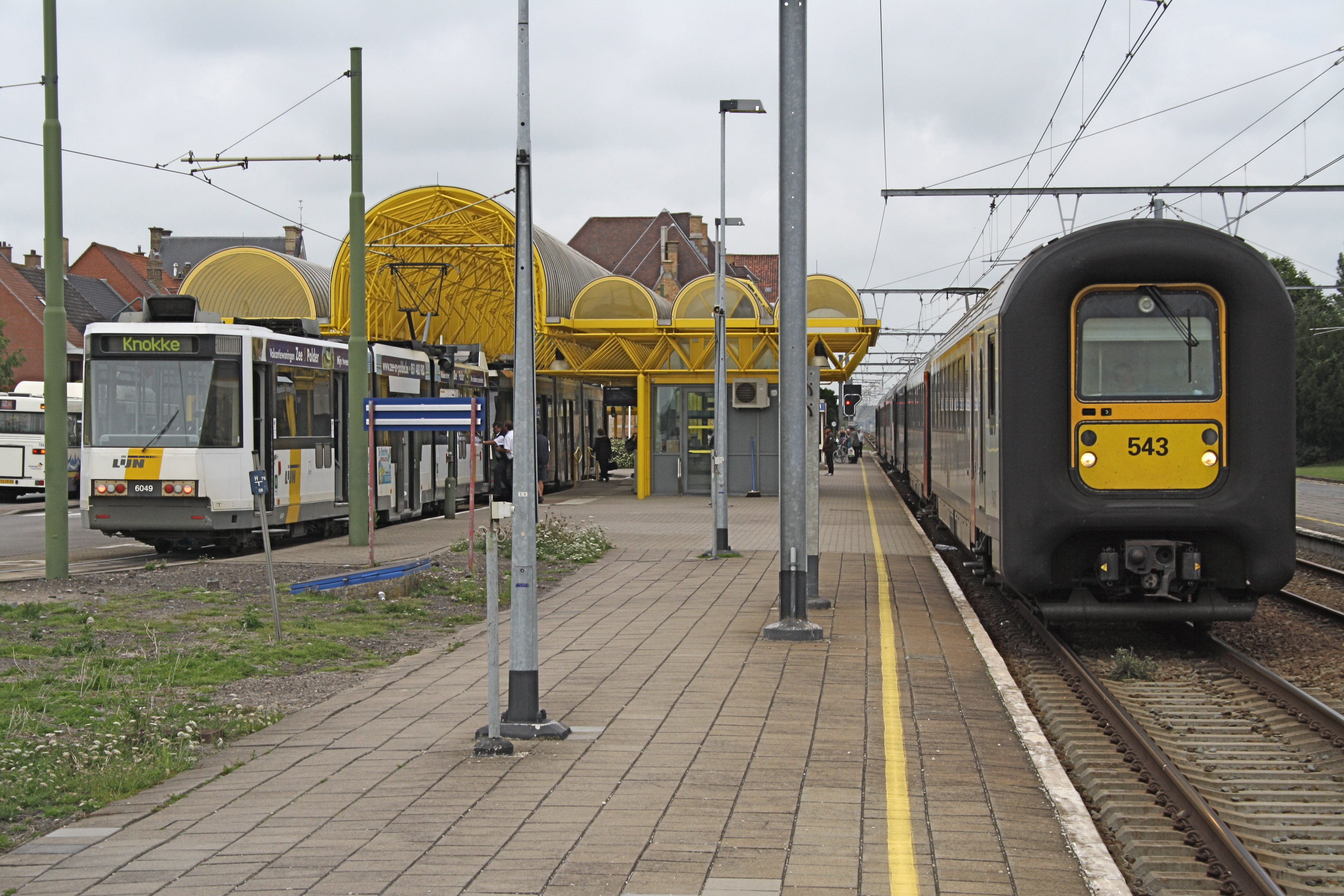
Correspondance train/tramway.
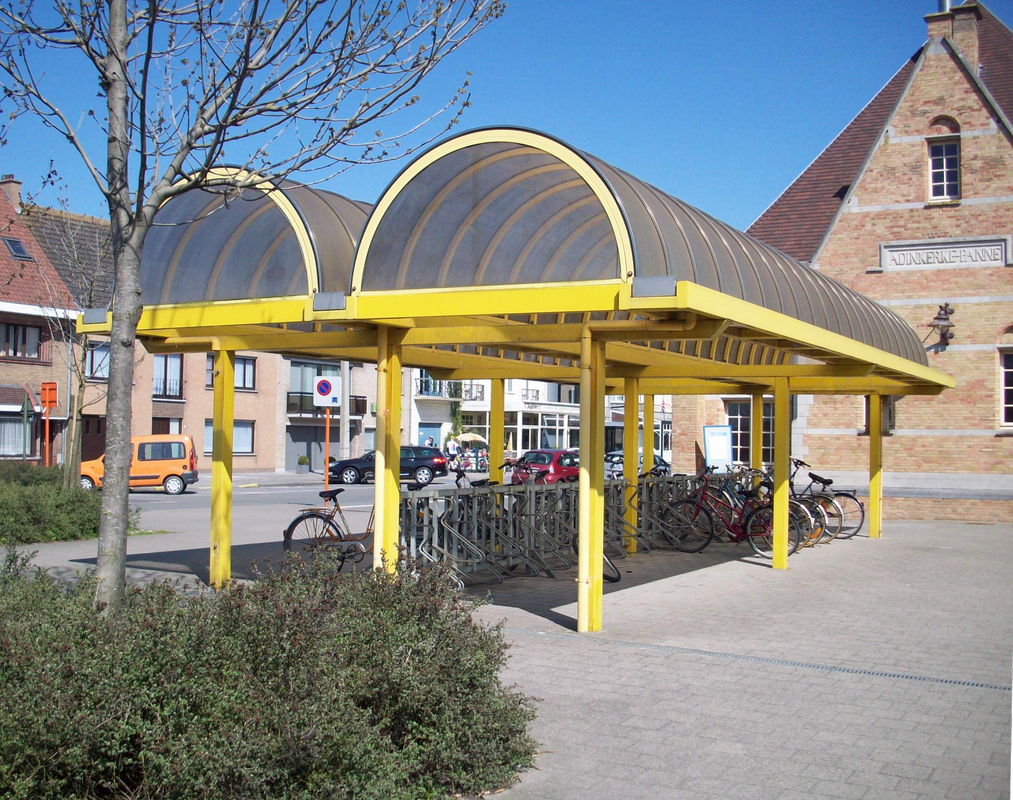
Abri à vélos.

## Patrimoine ferroviaire
Le premier bâtiment de la gare, construit vers 1870, est de style et de dimensions modestes, il est situé au sud des voies. Son remplacement est décidé par les Chemins de fer de l'État belge dans les années 1910. L'architecte Joseph Viérin réalise un très vaste bâtiment de briques blondes muni de pignons à colombages et de grandes fenêtres composées. Le bâtiment, construit au nord des voies est inauguré en 1913, il a survécu aux deux guerres mondiales. Il est classé depuis le 14 août 2009.